# 妙養寺
妙養寺（みょうようじ）は、埼玉県川越市末広町にある日蓮宗の寺院。山号は蓮信山。旧本山は総本山甲斐身延山久遠寺、潮師法縁。境内には川越城主秋元但馬守家臣堀内十太夫が勧請した妙見堂、七面堂がある。

## 歴史
文永年間（1264年－1274年）立正大師日蓮が比叡山同学の仙波尊海僧正に再会するため現在の川越市を訪れ、宿とした邸に蓮信、妙養夫妻に法名を授けて建てた持仏堂が起源。天文7年（1538年）日在がこの持仏堂を再興し蓮信山妙養寺とした。文政8年（1825年）大火で諸堂を焼失した。現在の本堂は平成3年（1991年）に再建されたもの。

## 参考資料
- 日蓮宗寺院大鑑編集委員会『宗祖第七百遠忌記念出版 日蓮宗寺院大鑑』大本山池上本門寺 (1981年)
- 「河越城并城下町 妙養寺門前町」『新編武蔵風土記稿』 巻ノ162入間郡ノ7、内務省地理局、1884年6月。NDLJP:764002/42。